# Gare de Surdon
Gare de Surdon vasútállomás Franciaországban, Le Château-d'Almenêches településen.

## Vasútvonalak
Az állomást az alábbi vasútvonalak érintik:
- Le Mans–Mézidon-vasútvonal
- Saint-Cyr-Surdon-vasútvonal

## Kapcsolódó állomások
A vasútállomáshoz az alábbi állomások vannak a legközelebb:
- Gare d’Argentan
- Gare de Nonant-le-Pin
- Gare de Sées
- Gare de Sainte-Gauburge